# Panka
A Panka női név, mely az Anna magyar becenevéből önállósult.

## Rokon nevek
Anda, Anélia, Anéta, Anett, Anetta, Anica, Anika, Anikó, Anilla, Anina, Anita, Anka, Anna, Annabell, Annabella, Annaliza, Annamari, Annamária, Annarita, Annavera, Anni, Hanna, Hanka, Kisanna, Nanett, Nanetta, Netta, Netti, Nina, Kisó, Ninetta, Ninon, Ninett, Panna, Panni

## Gyakorisága
Az újszülötteknek adott nevek körében az 1990-es években szórványosan fordult elő. A 2000-es nem szerepelt a 100 leggyakrabban adott női név között, de 2010-es években egyszer, 2016-ban a 97. helyen állt ugyanezen a listán.
A teljes népességre vonatkozóan a Panka sem a 2000-es, sem a 2010-es években nem szerepelt a 100 leggyakrabban viselt női név között.

## Névnapok
július 26.

## Híres Pankák
- Gyarmati Panka Európa-bajnok, junior világbajnok magyar hódeszkás
- Kovács Panka magyar színésznő
- Pásztohy Panka (1977) – illusztrátor, író[6][7][8]

- Móra Ferenc író Pankának becézte Anna lányát, és ez a név több művében is megjelenik. Utóbbiak közül legismertebb a Sétálni megy Panka című vers, amely egyik – több kiadást megért – kötetének címadó verse is lett.